# Elmer Söderblom
Elmer Söderblom (Gotemburgo, Suecia, 5 de julio de 2001) es un jugador profesional sueco de hockey sobre hielo que se desempeña en la posición de extremo izquierdo en Detroit Red Wings, equipo de la National Hockey League (NHL).

## Carrera
Fue seleccionado en la sexta ronda en la NHL Entry Draft de 2019. En 202 hizo su debut profesional con el equipo Detroit Red Wings, donde lleva jugando una temporada.